# Бохумський штадтбан
51°29′00″ пн. ш. 7°13′00″ сх. д. / 51.483333333° пн. ш. 7.216666666° сх. д.
Бохумський штадтбан (нім. Stadtbahn Bochum) — лінія штадтбану в землі Північний Рейн-Вестфалія, Німеччина, сполучає міста Бохум і Герне.  Системою керує компанія «BOGESTRA». Інтегрована в мережу штадтбана Рейн-Рур. Складається з однієї лінії, що прокладено у тунелі між містами Бохум і Герне.

## Історія
Перший в місті невеликий тунель для руху трамваїв відкрито 27 травня 1979 року. 
Початкова дистанція штадтбану відкрита у 1989 році складалася з 13 станцій та 9,7 км, була повністю підземною. Починалася від станції «Шлосс-Штрюнкеде» у місті Герне та закінчувалася на станції «Вокзал Бохум» в Бохумі. Лінію розширили у 1993 році ще на 2 підземних станції та передали реконструйовану під штадтбан дистанцію що до того використовувалася трамваями, останнє розширення сталося у 2017 році коли була відкрита станція «Гезундгайтскампус».

## Система
U 35 єдина у місті лінія штадтбану складається з 22 станції (15 підземних) та приблизно 15 км, вона сполучає Бохум з сусіднім містом Герне. На лінії використовується стандартна ширина колії, потяги живляться від повітряної контактної мережі. Підземна дистанція лінії починається від кінцевої станції «Шлосс-Штрюнкеде» в місті Герне до станції «Вальдрінг» у місті Бохум, далі лінія виходить на поверхню але має відокремлену від вулично-дорожнього або пішохідного рухів колію.
Доповнює цю лінію мережа звичайних трамвайних маршрутів довжиною близько 84 км, яка також має невеликі підземні дистанції з 14 підземними станціями. Під землею прокладено 11,7 км тунелів для руху трамваїв, але через те що трамваї використовують іншу ширину колії, мають зовсім інший тип рухомого складу та не мають відокремленої від проїжджої частини колії (крім невеликих підземних дистанцій) ці лінії не зараховують до штадтбану. Центральна станція в системі «Bochum Hauptbahnhof», на ній перетинаються лінія штадтбану та трамвайні лінії, станція має 6 колій.

## Режим роботи
- Лінія U 35 працює з 4:30 до 1:00, інтервал руху від 5 хвилин у будні до 10 ввечері та у вихідні дні.
- Трамвайні лінії працюють до 0:00. Інтервал руху на різних лініях відрізняється, але у день зазвичай не перевищує 10 хвилин, ввечері збільшується до 20, а на ділянках з низьким пасажиропотоком навіть до 30 хвилин.

## Рухомий склад
Лінія U35 використовує 25 стандартизованих поїздів Stadtbahnwagen B від Duewag та 6 поїздів Stadler Tango. 
Усі вони мають високу підлогу та працюють незалежно від низькопідлогових NF6D та Variobahn, що використовуються мережею вуличних трамваїв.

## Галерея

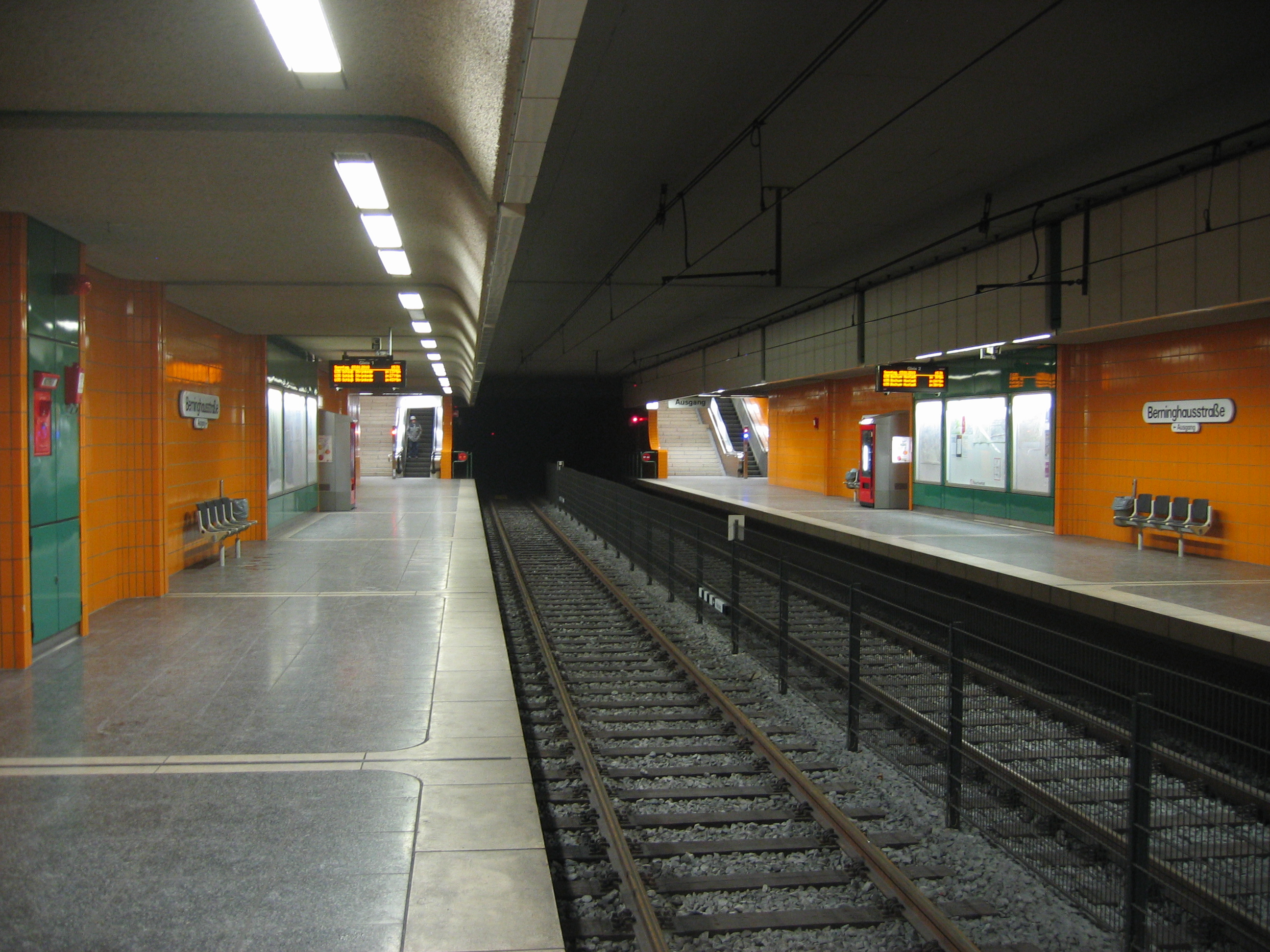
Берегові платформи на станції «Berninghausstraße»
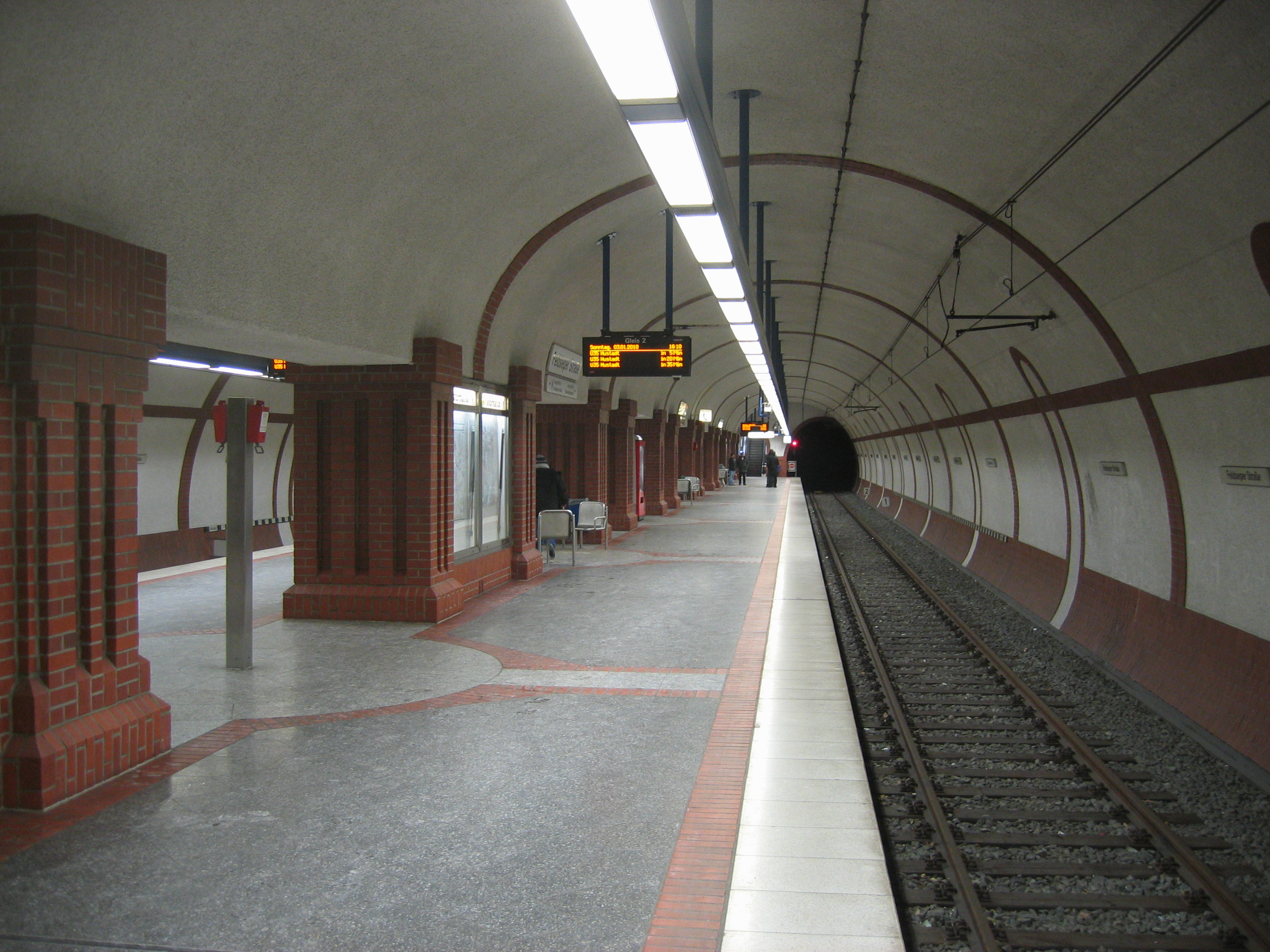
Острівна платформа на станції «FeldsieperStr»
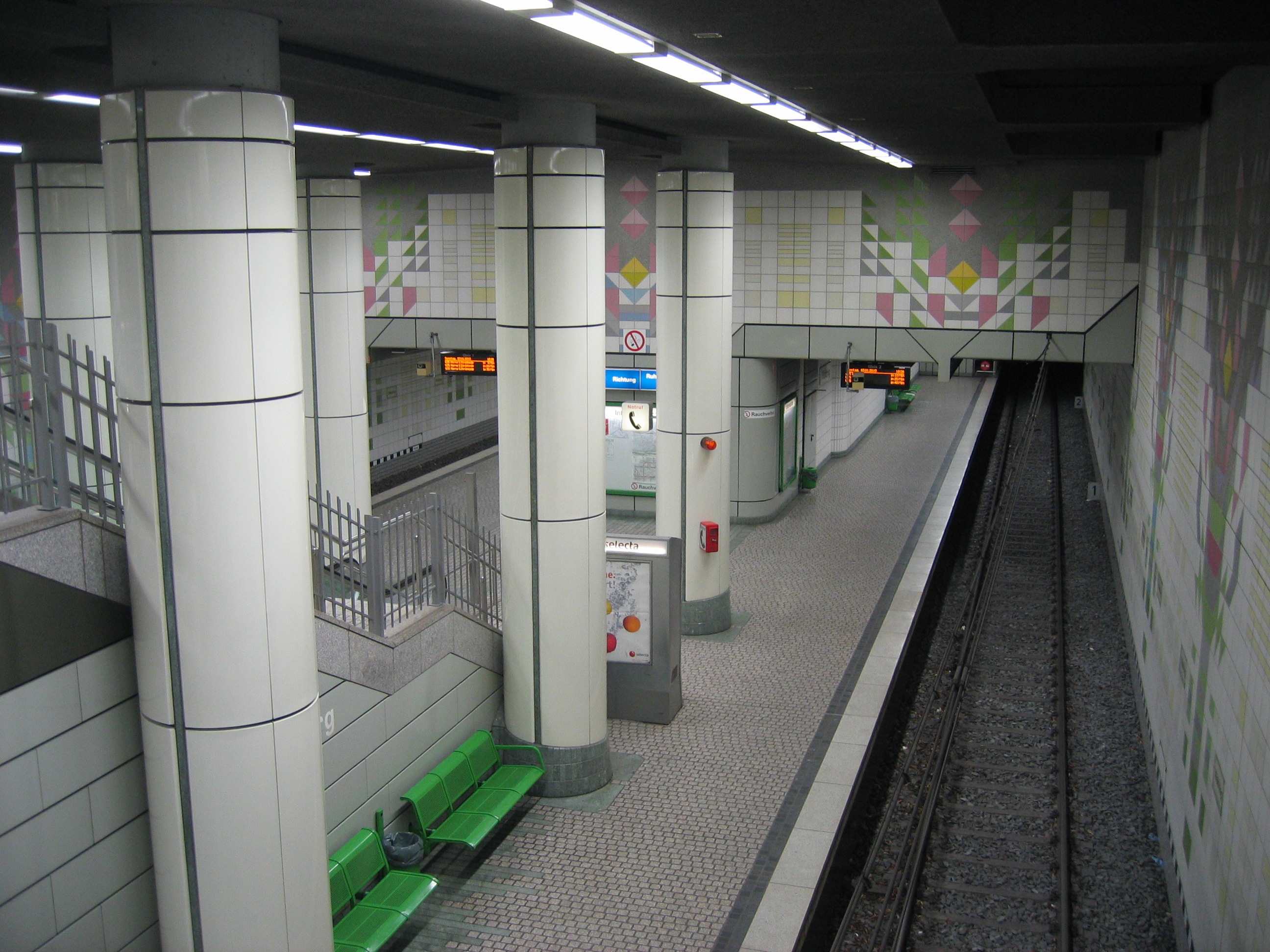
Платформа станції «Waldring»
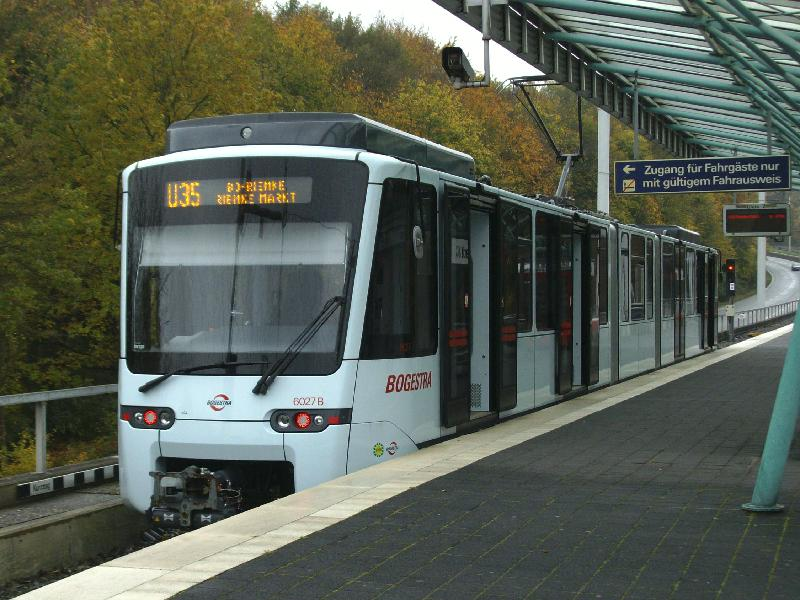
Потяг на наземні станції